# Памятник Жану де Рошамбо (Вашингтон)
«Генерал-Майор Граф Жан де Рошамбо» (англ. Major General Comte Jean de Rochambeau) — исторический монумент 1902 года работы французского скульптора Фернана Амара, посвящённый Жану де Рошамбо и расположенный на Лафайет-сквер в центре Вашингтона — столицы США.

## Рошамбо и Америка

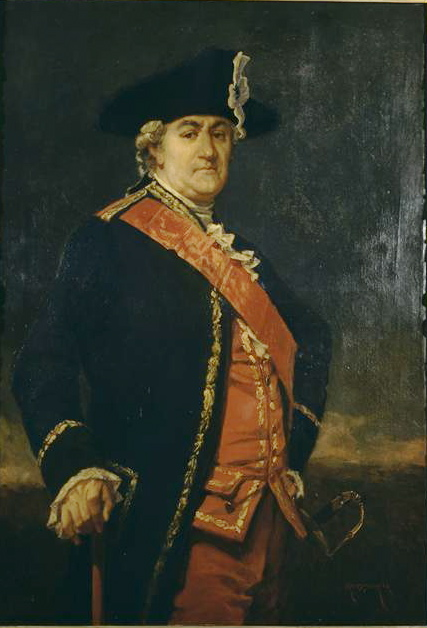
Портрет Рошамбо кисти Шарля Эдуарда Арман-Дюмареска.

Жан-Батист Донасьен де Вимё, граф де Рошамбо (1725—1807), вступив во французскую армию в возрасте семнадцати лет, прошёл через войну за австрийское наследство (1740-1748) и семилетнюю войну (1756-1763), продемонстрировав мужество и храбрость. Когда в 1780 году король Франции Людовик XVI призвал его помочь американской революции, направленной против британского правления, пятидесятипятилетний генерал-лейтенант Рошамбо был на грани завершения военной карьеры. Назначенный командующим экспедиционного корпуса из 5500 человек, Рошамбо, будучи «официальным» представителем короля, отправился в Америку и через 70 дней, 11 июля 1780 года, прибыл в Ньюпорт, штат Род-Айленд. Обустроившись в крепости, Рошамбо отказался от предложения Джорджа Вашингтона, командующего Континентальной армией, о нападении на подразделения британской армии под командованием генерала Генри Клинтона в Нью-Йорке, сославшись на необходимость морских подкреплений и утверждая, что франко-американские войска должны заниматься британцами на южном театре военных действий. Прождав целый год, весной 1781 года Рошамбо получил известие, что десятитысячное войско не прибудет, после чего согласился с Вашингтоном. Однако, после прибытия в июне 1781 года в Вест-Индию французского адмирала графа де Грасса с тремя тысячами солдат на 24 судах, Вашингтон решил отказаться от атаки на Клинтона в Нью-Йорке в пользу нападения на армию британского генерала Чарльза Корнуоллиса в Виргинии. После почти года бездействия, силы под командованием Рошамбо выдвинулись к Уайт-Плейнсу где присоединились к войскам Вашингтона. В августе 1781 года объединённая франко-американская армия из 12 тысяч человек вошла в устье Чесапикского залива, после чего на кораблях доставлена в Йорктаун, который взяла в осаду. 28 сентября корабли де Грасса, вставшие у побережья Виргинии, предотвратили подход британских подкреплений. Корнуоллис попал в окружение, и не надеясь на стороннюю помощь, был вынужден сдаться через три недели, 19 октября. Хотя война за независимость ещё не окончилась, осада Йорктауна стала последним её крупным сражением, в котором Рошамбо стоял плечом к плечу с Вашингтоном. После возвращения во Францию в 1783 году, Рошамбо основал местное отделение Общества Цинцинната. Симпатизируя французской революции, некоторое время он командовал армией Севера, и в 1791 году получил звание маршала Франции. В 1792 году из-за эксцессов революции Рошамбо ушёл в отставку с военной службы и вернулся на родину, в Вандом, однако уже в 1794 году во время террора был лишен воинского звания и арестован в Париже, едва избежав гильотины (за счет смерти Робеспьера). Впоследствии он вернулся в Вандом, а Наполеон вернул ему звание маршала. Рошамбо скончался в 1807 в Оре-ла-Рошетт, на 82 году жизни .

## История

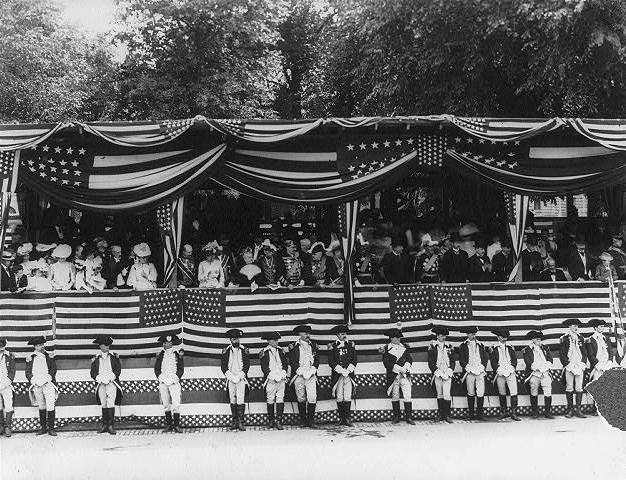
Трибуны заполненные почётными гостями на церемонии открытия памятника, 24 мая 1902 года.

Памятник Рошамбо является точной копией оригинальной статуи, созданной в Париже выдающимся французским глухоненым скульптором Фернаном Амаром и открытой 4 июня 1900 года у дома Рошамбо в Вандоме. Ещё до этого, канцлер Франции в США Жюль Бувье предложил установить в Вашингтоне копию вандомского памятника в качестве символа и укрепления отношений между США и Францией, напряжённость в которых появилась после испано-американской войны. В начале мая, Бувье, оценив стоимость изготовления копии статуи в 7500 долларов США, обратился к члену Сената США от Род-Айленда Джорджу Уэтмору, председателю Комитета по библиотеке, курировавшего искусство в столице страны. 23 мая сенатор Уэтмор внёс поправку к законопроекту о гражданских ассигнованиях гражданского, включив в неё расходы на создание реплики статуи, её пьедестала, и сооружения памятника, составляющие 10 тысяч долларов. Комитет по ассигнованиям снизил расходы до 7500 долларов, в которые вошла только стоимость самого памятника, однако поправка не прошла дебаты. Бувье не сдался и лично обратился к послу США во Франции генералу Хорасу Портеру, написавшему письмо в Комитет по ассигнованиям, в котором отметил, что «я присутствовал, 4 июня, наконец, в Вандоме, при открытии памятника Рошамбо французского художника Фернана Амара, который я нашел очень энергичным и отличным произведением искусства. Мне кажется, что было бы очень уместным и к большому удовлетворению, найти средства и возвести в Вашингтоне, округ Колумбия, копию статуи маршала».
Четыре месяца спустя, в феврале 1901 года, член Палаты представителей США от Миннесоты Джеймс Макклири внёс на рассмотрение законопроект, предусматривающий выделение 7500 долларов на реплику. После того как проект не приняли, 25 февраля сенатор от Северной Дакоты Генри Хэнсбро внёс поправку в законопроект о гражданских ассигнованиях, и 3 марта, спустя год после начала процесса, практически без дебатов, она была принята Конгрессом. 30 апреля Бувье заключил контракт с Комитетом по Библиотеке на создание реплики от имени Фернана Амара, попутно собрав более 15 тысяч долларов пожертвований, после чего общая стоимость возведения памятника составила 28 500 долларов. Тогда же была создана комиссия по контролю за возведением монумента, в которую вошли государственный секретарь США Джон Хэй, секретарь войны Элиу Рут, сенатор Уитмор и представитель Макклири. Через девять месяцев, в конце декабря 1901 года скульптор Фернан Амар закончил модель статуи Рошамбо для Вашингтона, округ Колумбия. Затем, скульптура была отлита на предприятии «Fondu Parle Pal D'Osne», а постамент сделан архитектором Л. Лораном. В апреле 1902 года представитель Серено Пейн из Комитета по путям и средствам успешно представил совместную резолюцию о беспошлинном ввозе статуи Рошамбо и пьедестала в США. Надзор за статуей, руководство подготовкой места и возведения памятника осуществлял офицер Комитета по общественным зданиям и территориям полковник Теодор Бингем. Работы по подготовке площадки прошли 9 с 18 апреля, установка постамента началась 25 апреля, и к 17 мая статуя и пьедестал обрели своё место. Каменная кладка основания из французского известняка была выполнена Фердинандом Госсеном.
В марте 1902 года Конгресс принял, а президент США утвердил совместную резолюцию о приглашении представителей французского правительства и народа Франции, а также семей графа де Рошамбо и маркиза Лафайета, на открытие памятника в годовщину того дня, когда Рошамбо начал военную карьеру. 27 марта президент Теодор Рузвельт направил официальное приглашение президенту Франции Эмилю Лубе, который с радостью принял его 15 апреля от имени французского правительства и народа. Для подготовки к приёму гостей, президентской комиссии, в состав которой вошли её секретарь Эдвин Морган, третий помощник госсекретаря Герберт Пирс, полковник Бингем и коммандер Рэймонд Роджерс, 21 марта было выделено Рузвельтом к оставшимся 4500 долларов дополнительные 10 тысяч, а 15 мая — ещё 10 тысяч, в результате чего общая стоимость статуи и её открытие встали государству 42,500 долларов. После почти трёх месяцев подготовки, 17 мая гражданская делегация на пассажирском пароходе La Touraine достигла Нью-Йорка, а 20 мая американские военные корабли в составе крейсера Olympia, флагманского корабля контр-адмирала Фрэнсиса Хиггинсона, и линкоров Kearsarge и Alabama, встретили официальную французскую миссию на борту военного корабля «Gaulois» в гавани Аннаполиса с оружейным салютов. После этого французские делегации посетили Маунт-Вернон и присутствовали на официальных обедах в Белом доме и посольстве Франции.
Памятник был открыт 24 мая 1902 года президентом США Теодором Рузвельтом в присутствии членов Конгресса, дипломатического корпуса, французских военных и гражданских делегаций, командующего французской армией генерала Жозефа Брюгера и генерального инспектора французского флота вице-адмирала Франсуа Фурнье а также двух тысяч зрителей. Официальные гости, несмотря на периодический дождь и пасмурное небо, заполнили три цветных трибуны вокруг статуи: члены Палаты представителей расположились на красной с запада; члены Сената и патриотических обществ заняли синюю на востоке; президент Рузвельт с членами французских делегаций, дипломатического корпуса, Кабинета и Верховного суда, разместились на белой с юга. Четверо солдат, два французских и два американских, стояли на страже в углах статуи, покрытой французскими и американскими флагами. Несмотря временами дождь и пасмурное небо, эта символическая установка послужила фоном для великой дипломатической события. В своём вступительном слове президент Рузвельт подчеркнул роль статуи в выражении франко-американского сотрудничества, заметив, что «мы ценим это свежее доказательство дружбы французского народа потому, что нам приятно располагать дружбой нации, могучей в войне и такой сильной в мире, какой Франция всегда показывала себя». Затем, графине де Рошамбо была представлена честь открыть памятник, и она потянула за веревку, после чего французский флаг упал на землю, а американский флаг, однако, повис на левой руке Рошамбо и висел на статуе оставшуюся часть церемонии. Несмотря на это недоразумение, толпа одарила открытие возгласами приветствия и пением французского гимна «Марсельеза». Затем толпа поприветствовала аплодисментами скульптора Фернана Амара, а с речами выступили посол Франции в США Жюль Камбон, генерал Хорас Портер, сенатор Генри Кэбот Лодж и генерал Брюгер. После этого французский оркестр исполнил гимн США «Звёздное знамя», епископ Вашингтона Генри Саттерли дал благословение, а кавалеристы из Форт-Майера, французские морские пехотинцы и американские солдаты в форме минитменов прошли маршем по Пенсильвания-авеню.

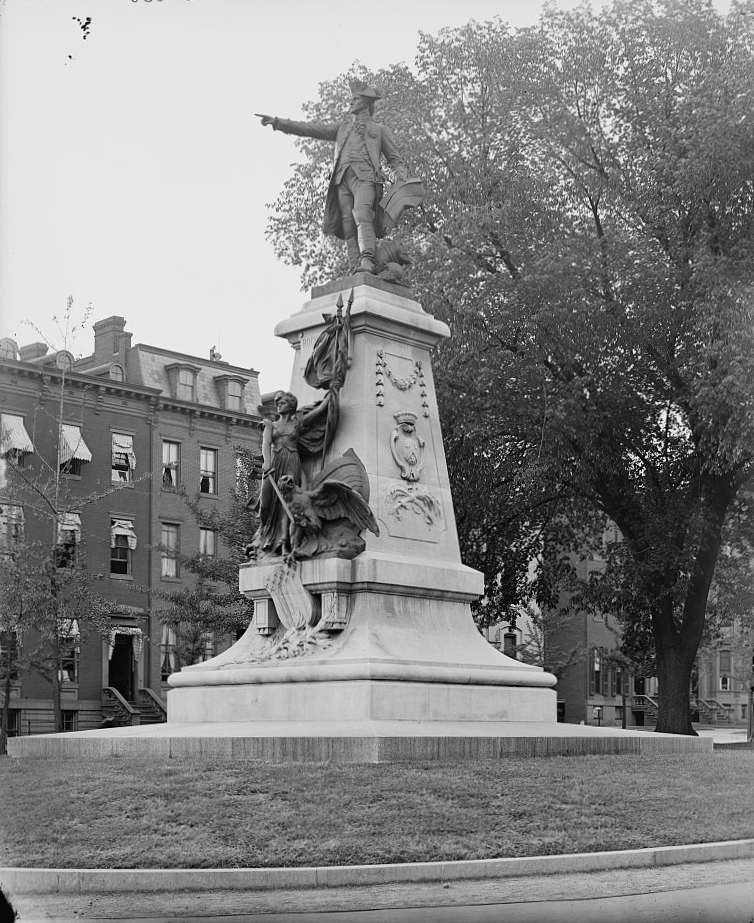
Памятник Рошамбо в 1910-х годах.

В день открытия памятника был устроен франко-американский банкет в Париже, а специальный поезд осуществил недельный тур по достопримечательностям США, провезя французскую делегацию через Вест-Пойнт, Ниагарский водопад, Ньюпорт и Бостон, повторив движение Рошамбо и его армии, что подробно освещалось американскими и французскими газетами. В феврале 1904 года Конгрессом была принята резолюция о распространении десяти тысяч экземпляров памятной книги о открытии памятника среди членов Конгресса и гости мероприятия, которая была написана Де Бенневиллем Рэндольфом Кеймом и издана в 1907 году под названием «Rochambeau: A Commemoration by the Congress of the United States of America of the Services of the French Auxiliary Forces in the War of Independence» на 667 страницах. После того как памятник Рошамбо в Вашингтоне стал первой копией оригинала Вандомской статуи, в ближайшие семьдесят лет последовало создание ещё трёх реплик, но без участия Фернана Амара. В 1933 году вторая реплика была поставлена на авеню Пьер-де-Лер-де-Серби, третья — в 1934 году в Ньюпорте на месте высадки Рошамбо в Америке, а четвёртая и последняя копия статуи Рошамбо фактически заменила оригинал, так как 1942 году во время Второй мировой войны, немцы уничтожили статую Рошамбо в Вандоме, однако мэр Вандом спас гипсовый бюст, который был поставлен на пьедестал в августе 1944 года после освобождения города американцами, а в 1974 году члены Общества Цинцинната пожертвовали Вандому полную бронзовую копию статуи из исходной формы.
Первоначально, холм, на котором стоит памятник, был покрыт гравием и асфальтом. В 1910 году были предприняты попытки удаления зелёного налета и пятен с бронзовых скульптур, после чего они были обработан защитным составом, а в 1919 году проведена полная очистка памятника. В 1965 году вокруг статуи появились первые зелёные насаждения, а именно цветочные клумбы, посаженные Леди Берд Джонсон. 14 июля 1978 года памятник Рошамбо был включён в Национальный реестр исторических мест под номером 78000256 как часть статуария Американской революции. В 1987 году скульптуры были очищены с помощью абразивной обработки, а затем покрыты ингибитором коррозии и защитным составом, а постамент обработан воском и герметиком. В 1993 году памятник прошёл обследование и был описан «Save Outdoor Sculpture!». В 1994 году взамен цветочных клумб вокруг статуи были посажены карликовые розовые азалии. В 2000 году все статуи в Лафайет-сквере были очищены и покрыты воском работниками Службы национальных парков в рамках общего улучшения парка, в 2003 году памятник Рошамбо прошёл реставрацию, а вокруг него был положен дёрн.

## Расположение
Лафайет-сквер был создан в 1821 году как часть Президентского парка и в 1824 году назван в честь первого иностранного гостя президента США — маркиза Лафайета — французского участника войны за независимость США. Занимая площадь в семь акров, Лафайет-сквер располагается в одноимённом историческом районе к северу от Белого дома на Х-стрит между 15-й и 17-ми улицами в Вашингтоне.
Памятник Рошамбо находится на юго-западном углу Лафайет-сквер, при том что в трёх остальных углах площади стоят монументы французскому генерал-майору Жильберу де Лафайету (1891 год, юго-восток), прусскому генерал-майору Фридриху Вильгельму фон Штойбену (1910 год, северо-запад), польскому бригадному генералу Тадеушу Костюшко (1910 год, северо-восток), а в центре — конная статуя президента Эндрю Джексона (1852 год). Такое расположение памятника Рошамбо было выбрано для укрепления французского присутствия в центре столицы, рядом с Зданием Государства, Войны и Флота, а также в качестве компаньона монументу Лафайета, на обратной стороне которого имеется статуя Рошамбо. Оригинальная статуя Рошамбо из Вандома была высотой в 9 футов при пьедестале в 17 футов на основании в 20 футов. В то же время статуя Лафайета составляла в высоту 11 футов при пьедестале в 17 футов на вершине основания в 3 фута. Чтобы уравновесить соседствующие монументы, Фернан Амар увеличил размер оригинальной статуи до 11 футов на пьедестале в 19 футов с основанием в 1 фут, в результате чего памятники практически сравнялись по высоте.

## Архитектура

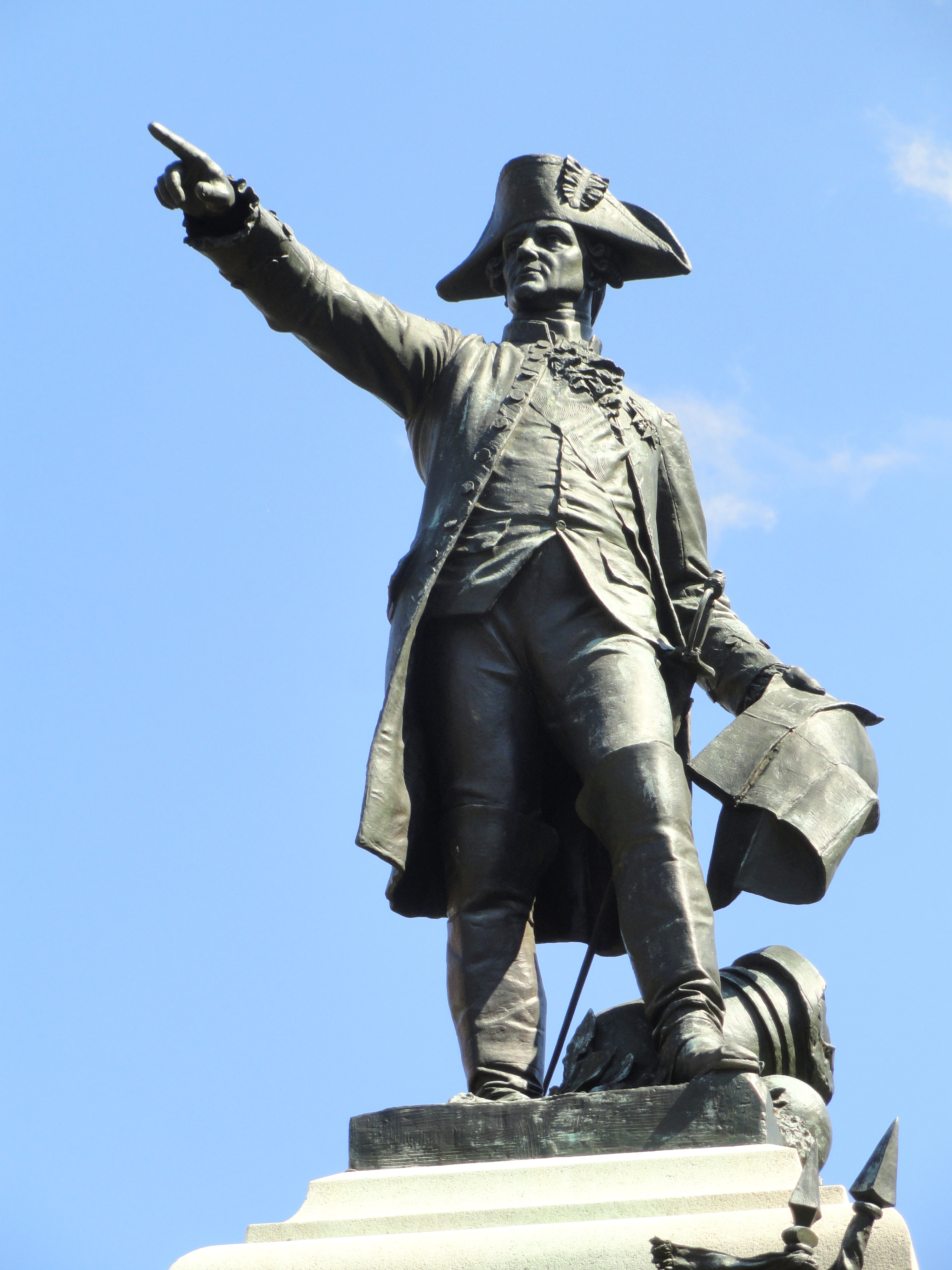
Статуя Рошамбо.

Бронзовая статуя изображает графа де Рошамбо стоящим в естественной контрапунктной позе с вытянутой вперёд правой рукой, указывающей и направляющей войска. В левой руке, лежащей на левом бедре, он держит шпагу и карту с детально проработанным планом укреплений Йорктауна. Пушка и пушечное ядро лежащие за левой ногой Рошамбо, символизируют его роль в качестве командующего армией, намекая на захваченные британские пушки, подаренные ему Конгрессом. Рошамбо одет в военную форму маршала Франции, включающую короткое пальто с жилетом, высокие сапоги и треуголку с кокардой. На груди у него медаль Ордена Святого Духа. Скульптура стоит на вершине квадратного многоуровневого гранитного постамента в стиле неоклассицизма. Он состоит из трёх частей: пирамидальная вершина, увенчанная статуей Рошамбо, квадратное прямоугольное основание, выступающий карниз. На боковых сторонах размещены щиты с композициям, обрамлёнными гирляндами из листьев и ягод, а также ветвями лавра, связанными лентами: на восточной — родовой герб Рошамбо с тремя звездами между шевроном; а на западной — герб Франции с тремя цветками лилии. На лицевой стороне выступающего карниза размещена статуя женской фигуры, изображающая Минерву, покровительницу государства и войны. Одетая в доспехи, левой рукой богиня поднимает вверх два знамени, символизирующих единство Франции и Америки, а правой рукой держит опущенный вниз меч, готовясь в бою защищать сидящего у ног лысого орла, олицетворяющего США. Оба они находятся в передней части корабля, символизирующего приход французов в Америку, о борта которого разбиваются волны. Переход от бронзы к граниту виден там, где орёл металлической правой лапой с когтями удерживает каменный щит с тринадцатью звёздами, означающими тринадцать колоний, а левой отбивает атаки агрессоров. Позиция женской фигуры, выступающей одной ногой вперёд, в сочетании с её развевающимся платьем, а также распростёртыми крыльями орла, придает композиции ощущение несущегося движения. Под щитом лежат ветви лавра, символизирующие мир. Памятник стоит на холме диаметром в 55 футов в диаметре, окруженном гранитным барьером.

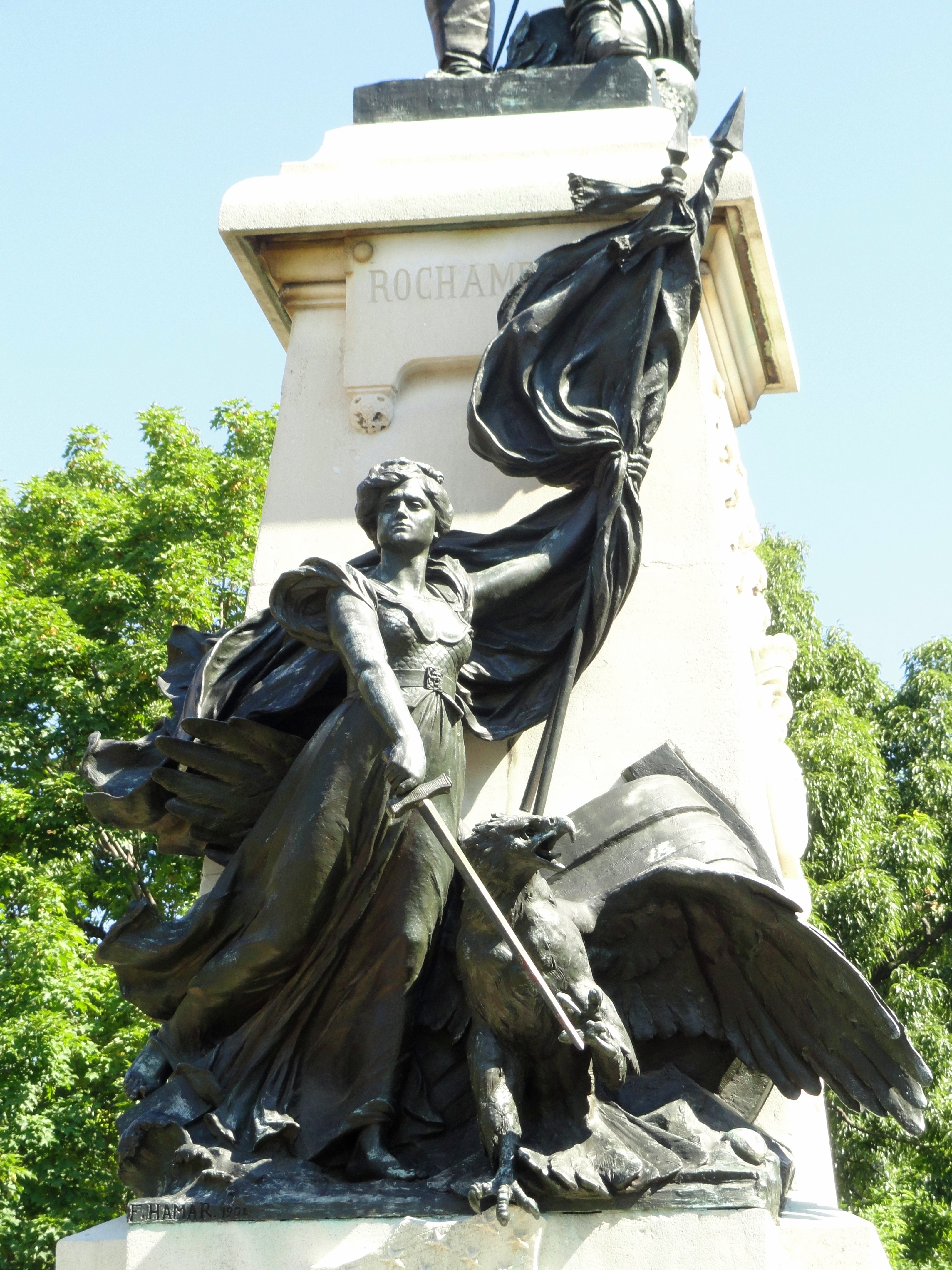
Вид спереди.
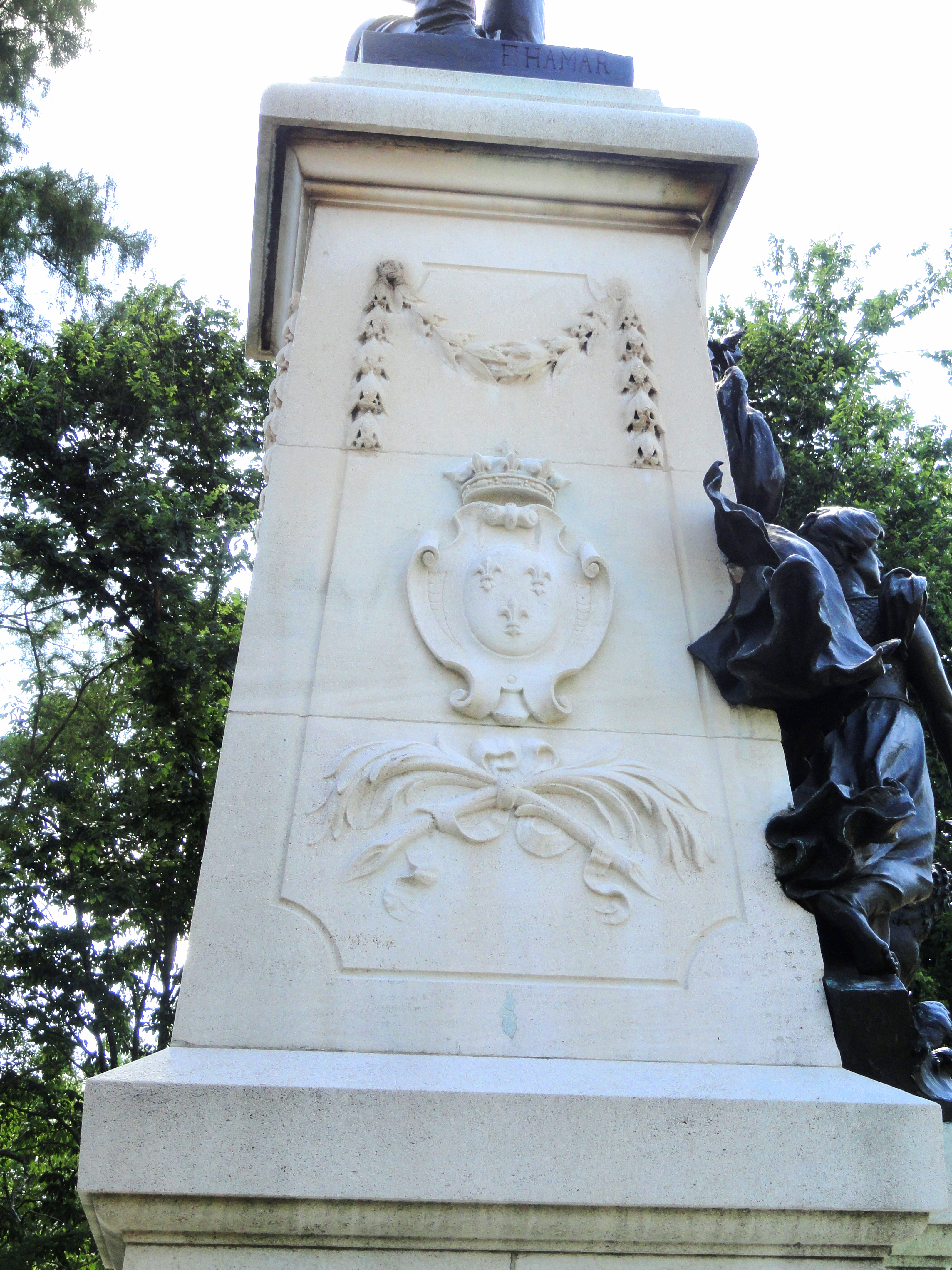
Вид слева.
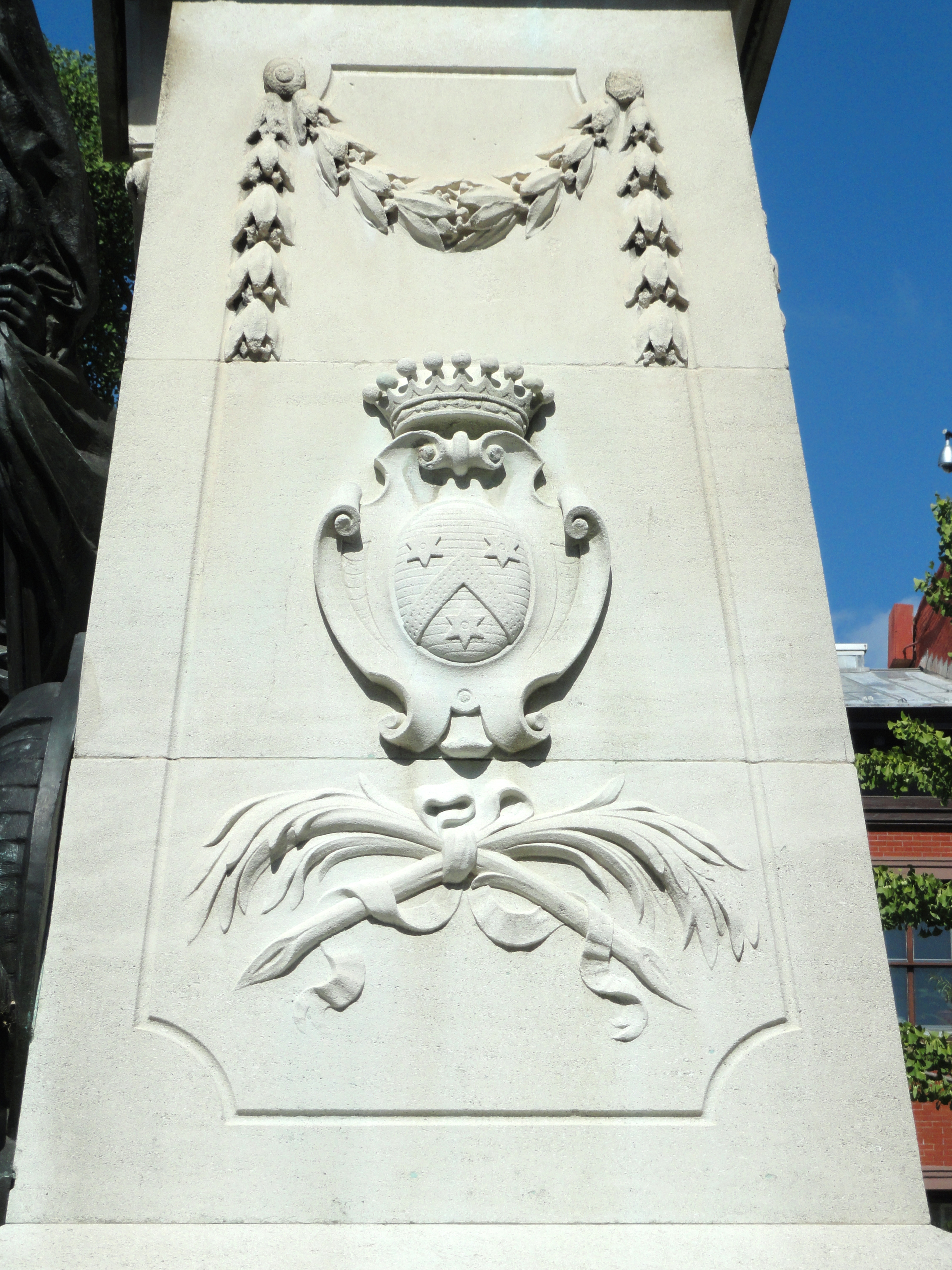
Вид справа.
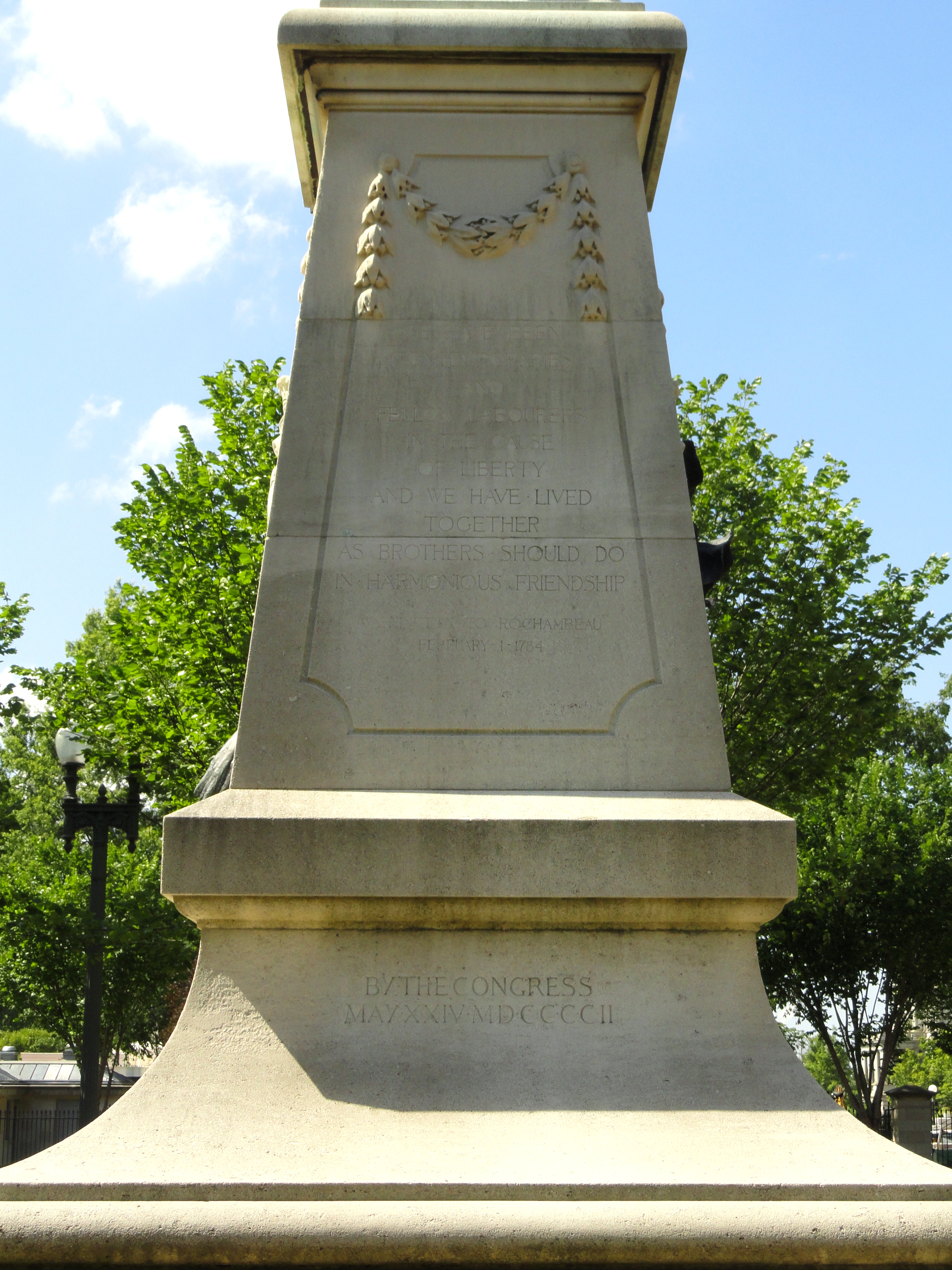
Вид сзади.

С левой стороны на фигуре Свободы на основании размещено упоминание литейной компании — «FONDU PARLE PAL D'OSNE 58 RUE VOLTAIRE», на западной стороне размещена ссылка на создателя статуи — «F. HAMAR», как и на левой у орла и богини — «F. HAMAR 1901». С лицевой стороны под статуей указано имя героя памятника — «ROCHAMBEAU». Надпись с северной стороны основания была выбрана лично Жюлем Бувье из переписки Вашингтона с Рошамбо, а через две недели после открытия памятника сенатор Уэтмор отметил в письме скульптору Огастесу Сен-Годенсу необходимость увековечить вклад Конгресса в создание монумента, что и было сделано надписью, размещённой чуть ниже на гранитном выступе:

МЫ БЫЛИ
СОВРЕМЕННИКАМИ
И
СОРАБОТНИКАМИ
В ДЕЛЕ
СВОБОДЫ
И МЫ ЖИЛИ ВМЕСТЕ
А БРАТЬЯ ДОЛЖНЫ НАХОДИТЬСЯ
В ГАРМОНИЧНОЙ ДРУЖБЕ
ВАШИНГТОН К РОШАМБО
ФЕВРАЛЯ 1, 1784

КОНГРЕССОМ
МАЙ XXIV MDCCCII
Оригинальный текст (англ.)WE HAVE BEEN
CONTEMPORARIES
AND
FELLOW LABOURERS
IN THE CAUSE
OF LIBERTY
AND WE HAVE LIVED
TOGETHER
AS BROTHERS SHOULD DO
IN HARMONIOUS FRIENDSHIP
WASHINGTON TO ROCHAMBEAU
FEBRUARY 1, 1784

BY THE CONGRESS
MAY XXIV MDCCCII